# Binom (Lexikologie)
Als Binom wird in der Lexikologie ein zweiteiliger „binärer“ Name bezeichnet.
In der Nomenklatur der Biologie ist der wissenschaftliche Name für jede Art (Spezies) von Lebewesen stets ein Binomen (binäre oder binominale Nomenklatur). Demzufolge setzt sich der Artname zusammen aus dem Namen der Gattung, der mit einem Großbuchstaben beginnt, und einem Zusatz für die jeweilige Art, der mit einem Kleinbuchstaben beginnt. Dieser Zusatz wird in der Botanik als „Epitheton“ und in der Zoologie als „Artzusatz“ bezeichnet. Die Kombination aus Gattungsname und Zusatz bildet als nomenklatorische Einheit den Namen der Spezies, also den Artnamen, der kursiv geschrieben wird. Ein Beispiel ist der Artname des Menschen, Homo sapiens. Er besteht aus dem Gattungsnamen Homo und dem Artzusatz sapiens.
Die systematische Rangstufe unterhalb der Art, die Unterart oder Subspezies, wird in der zoologischen Nomenklatur als Trinomen bezeichnet.